# مطار سيلفيو بيتيروسي الدولي
مطار سيلفيو بيتيروسي الدولي (إياتا: ASU، إيكاو: SGAS) هو أكبر وأهم مطار دولي في دولة الباراغوي، يقع في لوكي، مدينة في جران اسونسيون. تمت تسميته تيمنا بالطيار سيلفيو بيتيروسي قد كان يعرف المطار سابقًا بأسم بريزيدينتي ستروسنير تيمنا برئيس الدولة السابق الجنرال ألفريدو سترويسنر.

## معرض صور

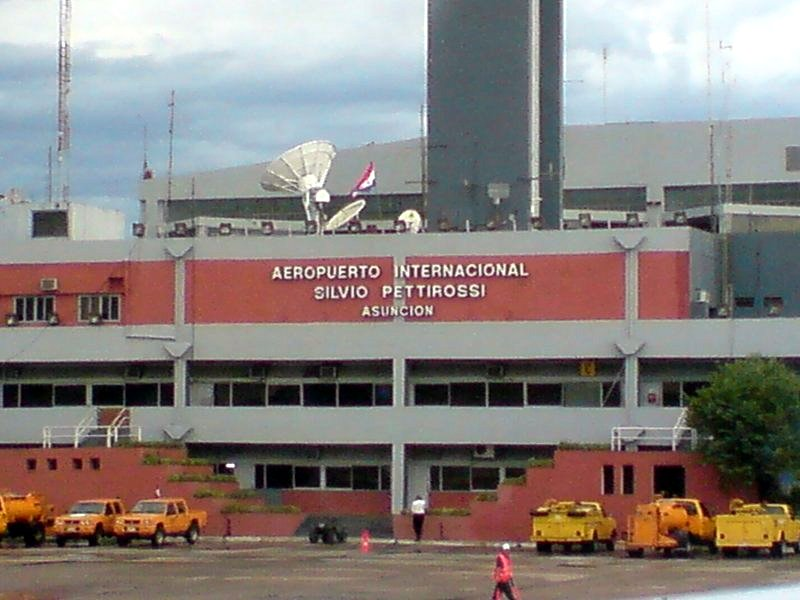
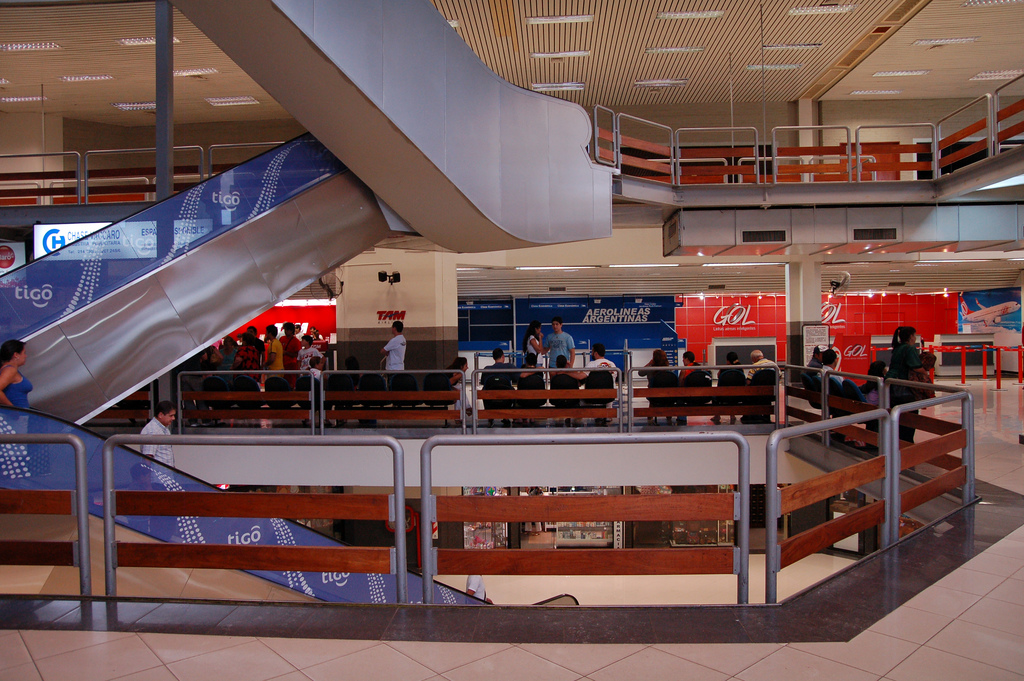
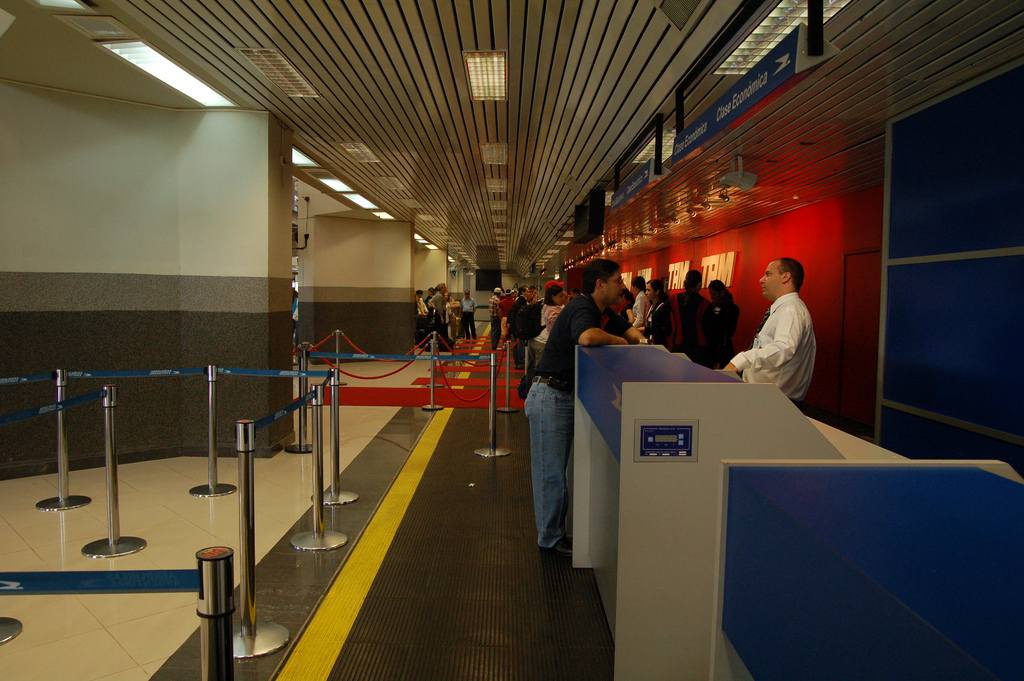
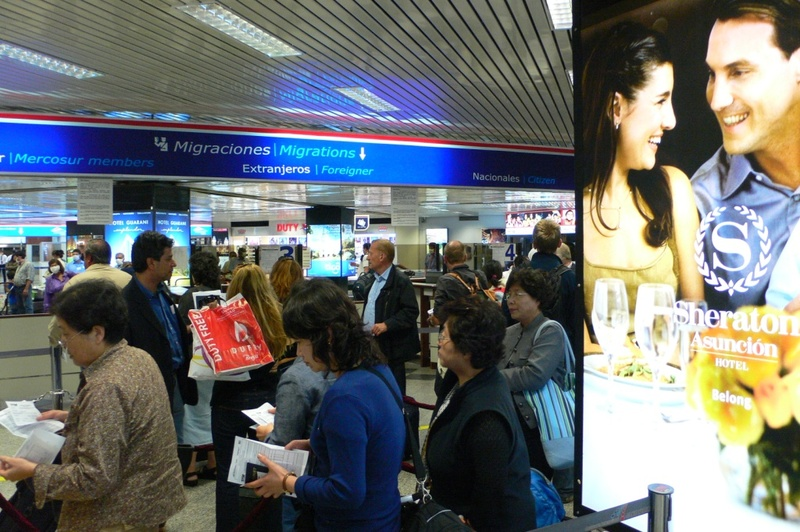
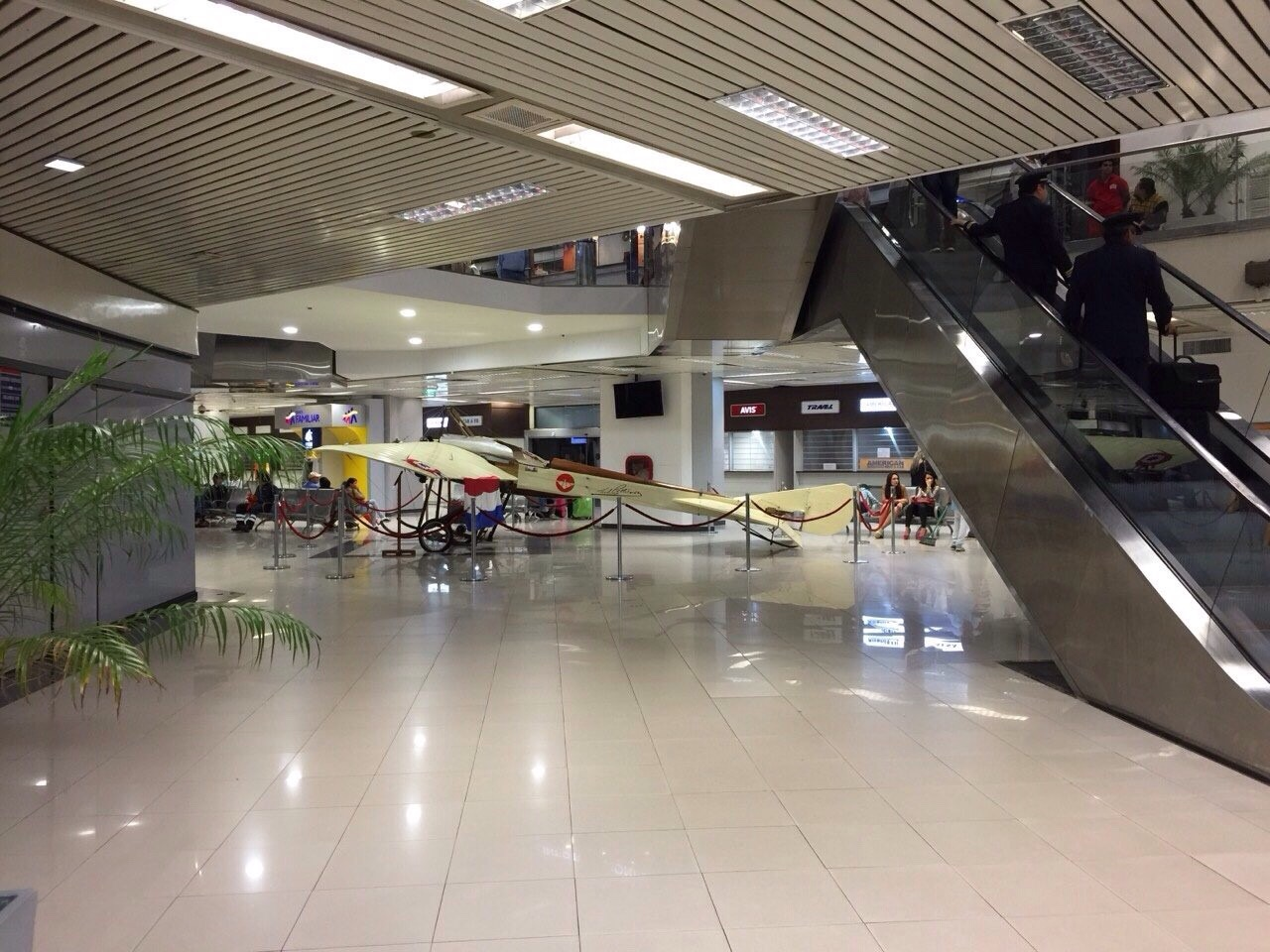
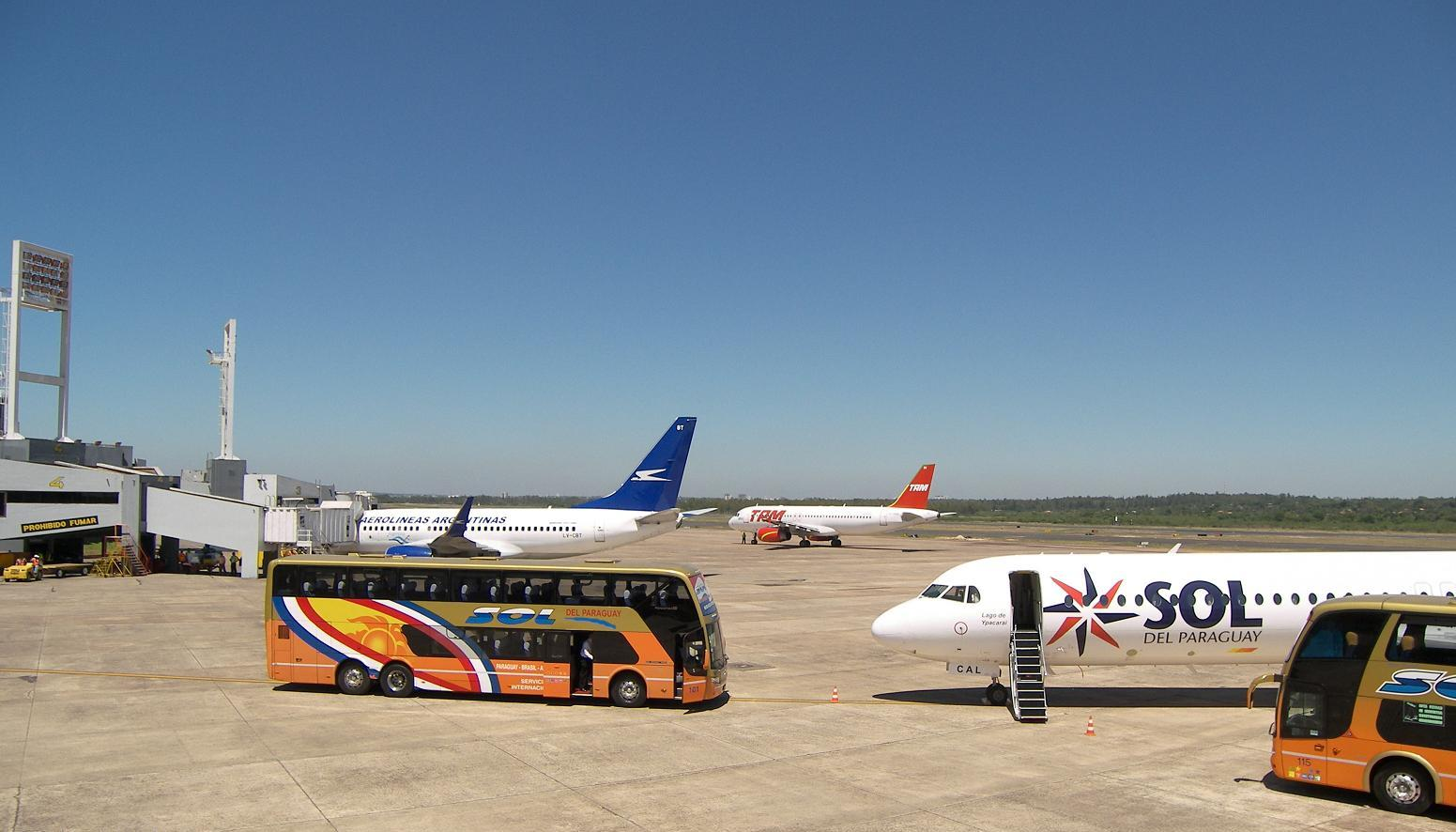

## شركات الطيران والوجهات
| شركـات طيـران             | الوجهات |
| ------------------------- | --- |
| الخطوط الجوية الأرجنتينية | Buenos Aires–Aeroparque [الإنجليزية] |
| طيران أوروبا              | Córdoba (AR) ‏، مطار مدريد باراخاس الدولي |
| Amaszonas                 | Santa Cruz de la Sierra–Viru Viru ‏ |
| أفيانكا                   | مطار إلدورادو الدولي |
| خطوط كوبا الجوية          | مطار توكومين الدولي |
| Gol Transportes Aéreos    | مطار غواروليوس الدولي |
| JetSmart Argentina        | Buenos Aires–Aeroparque [الإنجليزية] |
| لاتام باراغواي            | مطار خورخي تشافيز الدولي، مطار أرتورو ميرينو بينيتيز الدولي، مطار غواروليوس الدولي |
| Paranair                  | Buenos Aires–Aeroparque [الإنجليزية]، مطار الوزير بيستارينيي الدولي، Ciudad del Este ‏، مطار كاراسكو الدولي، Santa Cruz de la Sierra–Viru Viru ‏ موسمي: Florianópolis، Punta del Este ‏، مطار ريو دي جانيرو الدولي |